# 津田秀政
津田 秀政（つだ ひでまさ）は、戦国時代から江戸時代前期にかけての武将。江戸幕府旗本寄合。津田秀重の子。幼名は愛増。通称は小平次。諱は正秀とも。号は興庵。

## 生涯

### 出自と関東入国
織田氏庶流の津田氏の生まれであり、父の秀重と共に織田信長に仕え、岳父の滝川一益の与力として旗下に加わる。天正2年（1574年）3月、信長の嫡男・信忠の命より、祖父・織田秀敏の跡を継いだ。
天正10年（1582年）2月の甲州征伐にも従軍し、同年3月23日の一益の上野国拝領に伴い松井田城を任され、後閑氏の後閑城を攻め落としている。しかし、直後に織田信長が本能寺の変で戦死し、織田政権が瓦解した。信濃および上野を支配していた滝川一益とその寄騎の政治基盤も急速に揺るがされることとなった。同年6月18日、19日の神流川の戦いに一益方として参加。敗戦後に関東諸将と別離の宴を開いたのち、秀政や滝川益重や道家正栄ら滝川の諸兵は上野・信濃を放棄し、本拠地である伊勢及び尾張に帰還した。

### 三度の仕官
天正11年（1583年）、信長の次男織田信雄・羽柴秀吉と信長の三男織田信孝・柴田勝家が織田政権の主導権を巡って争った。一益はこれに信孝・柴田方に与力して参加した。正月、一益は織田信孝、柴田勝家に与して羽柴秀吉の侵攻を受けた。一益配下の伊勢の諸将は秀吉方の大軍7万近くを相手に3月まで粘り、柴田勝家の近江南進により秀吉本隊が移動した後も織田信雄と蒲生氏郷の2万近くの兵を長島城に釘付けにしたが、柴田が賤ヶ岳の戦いにより破れ、4月23日に北ノ庄において自害、4月29日には信孝も岐阜城を落とされ自害してしまった。残された一益軍は長島城で籠城し続け意地を見せたが、7月に降伏。これにより一益は所領を全て没収され、出家した。一益の娘婿であった秀政も浪人した。その後、一益の旧領伊勢を併合した信雄に仕え、伊勢三重郡高角郷に800貫文を知行した。その後、天正18年（1590年）の小田原征伐ののち信雄が所領没収されると、豊臣秀吉に馬廻として仕えた。文禄元年（1592年）7月、肥前名護屋城の本丸番衆に名を連ねている。
慶長3年（1598年）の秀吉死後は徳川家康に仕え、慶長5年（1600年）、家康に従い会津征伐、関ヶ原の戦いで功を挙げ、3,000石を与えられて計4,010石余の大身旗本となった。この時、名物唐物茶入の「安国寺肩衝（あんこくじかたつき）」を拝領したが、後に細川忠興に持ち去られた。

### 妙心寺と隠棲
慶長11年（1606年）、嗣養子・津田正重が死去すると、滝川一益がその子・九天宗瑞を開祖として起こした「暘谷庵」（京都妙心寺）を再興し「暘谷院」として、津田家の菩提寺とした。慶長19年（1614年）大坂の陣に従軍している。元和2年（1616年）に剃髪、京都に隱棲し興庵と号した。寛永12年（1635年）に死去。享年90。法名は長興院殿光岩道景大居士。
この時、前述の暘谷院は、津田秀政の号名にちなんで院号を「長興院」と改めている。長興院は、後に九天宗瑞と慈徳院が織田信忠の菩提所として開創した「大雲院」を併合した。

## 子孫等、その他
- 長子（養子）、津田正重（富田高定の次男）は慶長11年に死去した。
- 次男（養子）、津田正吉は寛永14年（1637年）に死去し、その子七左衞門は肥後熊本藩初代藩主の細川忠利に仕え、子孫も代々細川氏に仕えた。
- 三男、津田正方（養子：川北道甫の子）は、子孫代々德川氏に仕えた。
- 四男、津田素信（養子：津田正重の子）は出家し南溪を号した。後に長興院4世となった。
- 長女（養子：津田正重の娘）は津田正方に嫁いでいる。
- 細川忠興に持ち去られた「安国寺肩衝」（現：五島美術館蔵）は、寛永3年（1626年）の旱魃の際に細川忠利から金1,800枚で庄内藩主・酒井忠勝に売却され、領民救済の資金となったと伝わる。
- 「津田代官屋敷跡」（長屋門、蔵）が岐阜県笠松町長池の民家に残る。